# 航天推进技术研究院
航天推进技术研究院，即中国航天科技集团有限公司第六研究院，简称为航天六院（英語：Academy of Aerospace Liquid Propulsion Technology,  AALPT），是中国航天科技集团公司旗下的一个研究所，专门为中国的运载火箭系列开发液体火箭发动机和飞控制导系统的中国国有企业集团。该研究院下辖约11家包括研究所在内的事业单位，拥有约16,000名在岗职工，自成立以来的五十多年内已研制了近百种火箭发动机。

## 历史
航天推进技术研究院的前身于1970年左右在陕西秦岭一带建立，基地名称为067，该工程曾是三线建设工业化项目的一部分。其后转而集中至省会西安市。

## 任务
当前航天六院的主要任务是为中国的运载火箭系列研制开发液体火箭发动机，如长征五号系列火箭的助推器和芯级主发动机型号YF-77及YF-100发动机便是由该院的制造工厂所生产的。该院目前下辖有5个专业研究所以及5个研发制造一体化企业。